# Psathyrella badiovestita
Psathyrella badiovestita är en svampart som beskrevs av P.D. Orton 1960. Psathyrella badiovestita ingår i släktet Psathyrella och familjen Psathyrellaceae.   Inga underarter finns listade i Catalogue of Life.